# Miguel Palau Vila
Miguel Palau Vila (Puerto de la Selva, 1928-Vilajuiga, 2010) fue un deportista español que compitió en remo. Ganó una medalla de bronce en el Campeonato Europeo de Remo de 1951, en la prueba de cuatro con timonel.

## Palmarés internacional
| Campeonato Europeo | Campeonato Europeo | Campeonato Europeo | Campeonato Europeo |
| Año                | Lugar              | Medalla            | Prueba             |
| ------------------ | ------------------ | ------------------ | ------------------ |
| 1951               | Mâcon (Francia)    | Medalla de bronce  | Cuatro con timonel |